# Piers Brendon
Piers Brendon, né le 21 décembre 1940 à Stratton dans les Cornouailles, est un écrivain britannique connu pour ses œuvres historiques et biographiques.

## Biographie
Piers Brendon a fait ses études à la Shrewsbury School et au Magdalene College de l'université de Cambridge où il enseigne l'histoire. Il obtient un Ph.D. avec sa thèse Hurrell Froude and the Oxford Movement, publiée, avec beaucoup de modifications, en 1974.
De 1965 à 1978, il est maître de conférences en histoire, puis maître de conférences et directeur du département de ce qui est maintenant l'université Anglia Ruskin. À partir de 1979 il travaille comme écrivain indépendant de livres, pour le journalisme et la télévision. Depuis 1995, il est membre du Churchill College, Cambridge et est conservateur du Churchill Archives Centre (en) de 1995 à 2001 où il succède à Correlli Barnett (en).

## Œuvres
- Hurrell Froude and the Oxford Movement (1974)
- Hawker of Morwenstow - Portrait of a Victorian Eccentric (1975)
- A Quest of the Sangraal, Cornish Ballads & Other Poems (1975; Robert Stephen Hawker, editor)
- Eminent Edwardians, 1979;  (ISBN 0-395-29195-X)
- The Life and Death of the Press Barons (1983)
- Winston Churchill: A Brief Life (1984)
- Ike - the Life and Times of Dwight D. Eisenhower (1986)
- Our Own Dear Queen (1986)
- Thomas Cook - 150 Years of Popular Tourism (1991)
- The Age of Reform 1820–1850 (1994)
- The Motoring Century: Story of the Royal Automobile Club (1997)
- The Dark Valley: A Panorama of the 1930s, 2000;  (ISBN 0-375-70808-1)
- The Windsors - A Dynasty Revealed 1917–2000, 2000; avec Piers Brendon :  (ISBN 0712667970). Original 1994;  (ISBN 978-0340610138)
- The Decline and Fall of the British Empire, 2007;  (ISBN 978-0-307-26829-7)

## Crédit d'auteurs
- (en) Cet article est partiellement ou en totalité issu de l’article de Wikipédia en anglais intitulé « Piers Brendon » (voir la liste des auteurs).